# Magnetricità
In elettromagnetismo la magnetricità è un flusso ordinato di una corrente magnetica in presenza di un campo magnetico indotto, dunque l'equivalente magnetico dell'elettricità.

## Storia
L'esistenza della magnetricità era stata solo teorizzata; nel 1894 Pierre Curie per primo, ipotizzò l'esistenza di un magnete con un solo polo, il monopolo magnetico. Allora era impossibile crearne uno, in quanto normalmente un materiale magnetico conserva due poli anche quando viene sezionato in parti anche piccolissime.
Nel 2009 si sono ottenute delle evidenze sperimentali della realtà fisica del fenomeno: prima da parte di ricercatori dell'Institut Laue-Langevin di Grenoble e Hermann von Helmholtz di Berlino, che hanno osservato un tipo particolare di quasiparticelle apparentemente analoghe ai monopoli magnetici, in alcuni materiali cristallini; poi presso il London Centre for Nanotechnology, dove il gruppo guidato dal fisico Steve Bramwell ha mostrato che tali particelle potrebbero muoversi formando una "corrente magnetica" simile a quella formata dagli elettroni che costituiscono la corrente elettrica.

## Descrizione del fenomeno
In alcuni materiali, la carica magnetica è in grado di fluire come quella elettrica. In particolare un materiale cristallino, il titaniato di disprosio (Dy2Ti2O7), appartenente alla categoria degli Spin Ice, a temperature prossime allo zero assoluto genera a livello ionico dei monopoli magnetici. L'applicazione dall'esterno di un campo magnetico al cristallo costringe i monopoli a muoversi aggregandosi da un lato del cristallo stesso; è l'analogo fenomeno che accade agli elettroni di un conduttore elettrico sotto l'azione di un campo elettrico o ad una differenza di potenziale elettrico.

## Applicazioni future
Qualora si riuscisse a riprodurre il fenomeno a temperatura ambiente, questa scoperta avrebbe applicazioni notevoli nel campo dell'elettronica, con ricadute pratiche notevoli soprattutto in quei dispositivi elettronici o fotonici che finora hanno utilizzato gli elettroni o i fotoni per la trasmissione di segnali ad alta velocità come i chip, i circuiti integrati, memorie per computer incredibilmente piccole. Avendo le dimensioni dell'atomo, i monopoli sarebbero candidati perfetti per ospitare i segnali binari 1 e 0 dell'archiviazione informatica.